# Shifting Gears: A Bisexual Transmission
Shifting Gears: A Bisexual Transmission (ou mais simples Shifting Gears) é um controverso e premiado filme pornográfico bisexual escrito e dirigido por Chi Chi LaRue e lançado epla Channel 1 Releasing em 2008.

## Sinopse
O chefe de uma loja de carro (Wolf Hudson) está urgentemente necessitando de um bom mecânico para consertar um carro quebrado. A loja mecânica é em sua maioria composta de funcionarios homens, mas uma mulher chamada Billie (Krystal Kali) resolve consertar o carro. O dono da mecânica uma aposta se ela consegue consertar o carro, já que nenhum dos outros mecânicos conseguiram. Se consumado, ela será contratada, mas se não o fizer, ela terá que sair do local para depois ter um encontro com ele. Para o desânimo dos homens, ela concorda com o desafio, pois está precisando de um emprego. Ela pega o carro e conserta, sendo contratada no final. Todos os mecânicos tratam ela mal, um dos homens (Cameron Marshall), fazendo piadas e brincadeiras para faze-la desistir do emprego. Cameron e Billie não gostam um do outro, mas há uma forte tensão entre eles. Depois de se pegarem assistindo o chefe e sua namorada fazendo sexo dentro da oficina,os dois acabam se tornando amigos.  Quando os rapazes da mecânica começam a perseguir Billie, Cameron se coloca na frente e pede para que eles a deixem em paz. O filme termina com Cameron e Billie se apaixonando e se beijando no final.
O filme é estrelado por Blake Riley, Cameron Marshall, Wolf Hudson, Johnny Hazzard, Shy Love, Lola , Lee Stephens, Krystal Kali, Britney Amber, Cody Springs e Ryan Alexander.

## Controvérsia
Shifting Gears  causou  controvérsias em agosto de 2008, quando a empresa responsável anunciou o filme como "straight-for-pay", um trocadilho com a frase "Gay-For-Pay", que refere-se a atores de filmes gays que atuam em filmes heterossexuais.  A cena de Riley com Shy Love foi anunciado como seu primeiro encontro com uma mulher, tendo ele mais tarde afirmado ter gostado.  Ele afirmou ter ficado totalmente confortável durante as filmagens e que não teve problemas em manter uma ereção.  Tais comentários foram altamente criticados pelos fas gays de Riley. Ele alimentou a controvérsia em uma performance em outubro de 2008 da Randy Blue  no qual ele declarou que estava aberto a fazer outro filme bissexual, e revelou que possuia uma fantasia sexual de ser penetrado por uma mulher vestindo um strap-on. Muitos gays acusaram Riley de traição, afirmando que ele nunca havia sido gay. 

## Elenco
- Ryan Alexander
- Britney Amber
- Johnny Hazzard
- Wolf Hudson
- Krystal Kali
- Shy Love
- Cameron Marshall
- Blake Riley
- Cody Springs
- Lee Stephens

## Prêmios e Indicações
Shifting Gears ganhou o GayVN de 2009 como Best Bisexual Film. Wolf Hudson foi indicado como Best Supporting Actor, tornando-se o primeiro homem a ser indicado na categoria por um filme bisexual no GayVN Awards. O filme também recebeu uma indicação do Grabby Awards como Best Art Direction, o primeiro filme bissexual da categoria.  Johnny Hazzard foi indicado como Best Supporting Actor.
| Ano  | Prêmio        | Categoria             | Vencedor/Indicado   | Resultado |
| ---- | ------------- | --------------------- | ------------------- | --------- |
| 2009 | GayVN Awards  | Best Bisexual Film    | Channel 1 Releasing | Venceu    |
| 2009 | GayVN Awards  | Best Supporting Actor | Wolf Hudson         | Indicado  |
| 2009 | Grabby Awards | Best Art Direction    | Channel 1 Releasing | Indicado  |
| 2009 | Grabby Awards | Best Supporting Actor | Johnny Hazzard      | Indicado  |